# Полилактид
Полилакти́д (полимолочная кислота, ПЛА, PLA) —  биоразлагаемый, биосовместимый, термопластичный, алифатический полиэфир, мономером которого является молочная кислота. Сырьем для производства служат ежегодно возобновляемые ресурсы, такие как кукуруза и сахарный тростник. Используется для производства изделий с коротким сроком службы (пищевая упаковка, одноразовая посуда, пакеты, различная тара), популярен в 3D-печати как самый простой в использовании материал, а также в медицине, для производства хирургических нитей и штифтов (обычно данный материал проходит специальную медицинскую сертификацию).

## Синтез

Полимеризация лактида с раскрытием цикла.

Существует два способа синтеза полилактида: поликонденсация молочной кислоты и полимеризация лактида. В промышленности используется их комбинация. Поликонденсацией молочной кислоты можно получать только низкомолекулярный полилактид, так как в процессе выделяется побочный продукт — вода, отвести которую из реакции сложно, и поэтому растущая полимерная цепь разрушается. Получившийся низкомолекулярный полилактид деполимеризуют до димера молочной кислоты, лактида. Полученный лактид полимеризуют при высокой температуре с добавлением катализатора октаноата олова, получая высокомолекулярный полилактид.

## Свойства и структура
И молочная кислота, и лактид проявляют оптическую активность, то есть существуют в виде двух L- и D- стереоизомеров, являющихся зеркальным отображением друг друга. Варьируя относительное содержание этих форм в полилактиде, можно задавать свойства получаемого полимера, а также получать различные классы полилактидных материалов.
Полилактид из 100 % L-лактида (L-ПЛА) имеет высокую степень стереорегулярности, что придает ему кристалличность. Температура стеклования L-ПЛА: 54—58 °C, температура плавления 170—180 °C, скачок теплоёмкости 100 % аморфного ПЛА 0,54 Дж/(г·К).
Используя при полимеризации смесь D- и L- форм лактида, получают аморфный полилактид (L,D-ПЛА), температура стеклования которого составляет 50—53 °C, плавление отсутствует, так как нет кристаллической фазы.

Самая высокая температура плавления у стереокомплекса, состоящего из чистого L-ПЛА и чистого D-ПЛА. Две цепочки сплетаются, и образующиеся дополнительные взаимодействия между ними ведут к повышению температуры плавления (до 220 °C).
В качестве разновидностей базового материала можно выделить следующие виды полилактида:
- аморфный полилактид с низкой температурой стеклования (50-53ºС);
- стереокомплекс с высокой температурой плавления из чистых L- и D- линий полилактида.[4]

## Физические свойства
| Величина                                 | Значение             |
| ---------------------------------------- | -------------------- |
| Температура плавления                    | 173-178 °C           |
| Температура размягчения                  | 50 °C                |
| Твердость (по Роквеллу)                  | R70-R90              |
| Относительное удлинение при разрыве      | 3,8 %                |
| Прочность на изгиб                       | 55,3 МПа             |
| Прочность на разрыв                      | 57,8 МПа             |
| Модуль упругости при растяжении          | 3,3 ГПа              |
| Модуль упругости при изгибе              | 2,3 ГПа              |
| Температура стеклования                  | 60—65 °C             |
| Плотность                                | 1,23—1,25 г/см³      |
| Размер мельчайших деталей                | 0,3 мм               |
| Объёмная усадка при изготовлении изделий | обычно не более 0,8% |
| Влагопоглощение                          | 0,5—50 %             |

## Применения

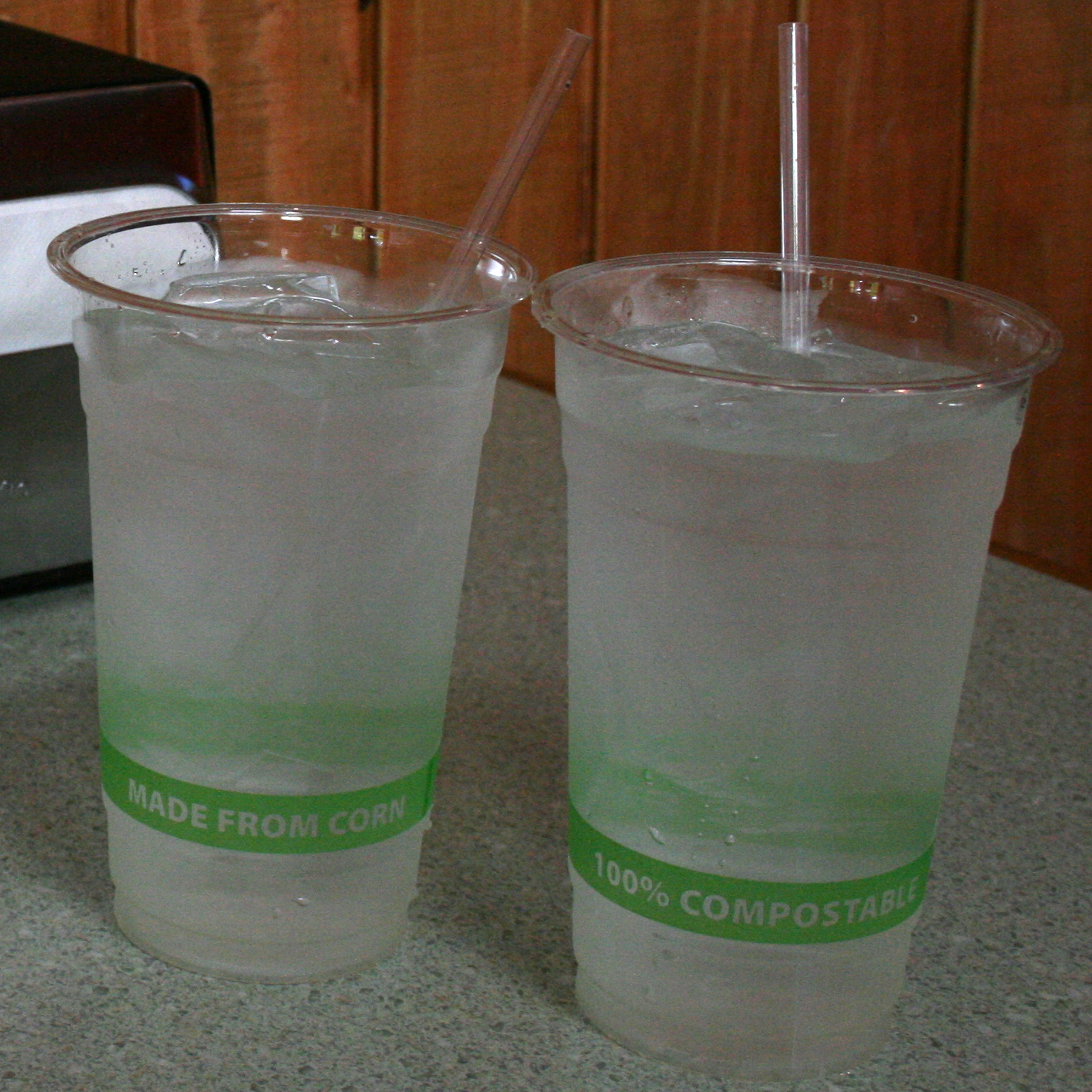
Биоразлагаемые одноразовые стаканы в ресторанах

Полилактид отвечает концепции устойчивого развития, так как для его синтеза используются ежегодно возобновляемые природные ресурсы. Упаковочные изделия из полилактида — экологически чистая альтернатива традиционной бионеразлагаемой упаковке на основе химически стойких полимеров.
Полилактид применяется для производства экологически чистой биоразлагаемой упаковки, одноразовой посуды, средств личной гигиены, выемок для теста. 
Биоразлагаемые пакеты из полилактида используются в таких крупных торговых сетях как Wal-Mart Stores и Kmart. 
Ввиду своей биосовместимости, полилактид широко применяется в медицине: для производства хирургических нитей и штифтов, а также в системах доставки лекарств.
Полилактид также применяется в 3D-принтерах в качестве исходного материала для печати.

## Производство
Самый крупный производитель L-ПЛА — американская компания Nature Works (140 000 тонн/год). Также ПЛА производится компанией Toyota (Япония), Hitachi (Япония), DuPont (США), Galactic (Бельгия), Hisun Biomaterials (Китай), а основной производитель L,D-ПЛА — компания PURAC и Total Corbion (Нидерланды). 
В России же PLA не синтезируется в промышленных масштабах, но на 2019 год появилось уже более 20 производств, перерабатывающих данный полимер, большая часть из которых относится к сфере аддитивных технологий. Однако, биоразлагаемая посуда и упаковка импортируется из разных стран несколькими компаниями.
С 2015 года в России налажено производство медицинского высокочистого PLA на мощностях АО «ВНИИСВ».
В феврале 2020 года ВТБ заявил о начале производства банковских карт из полилактида..
В декабре 2020 года российская компания ПК «Натуральные Материалы» подписала соглашение с швейцарским производителем оборудования Sulzer о постройке завода по производству PLA мощностью в 10 000 тонн/год. 